# Josef Janíček
Josef Janíček (* 28. prosince 1947 Praha) je český muzikant, od roku 1969 člen hudební skupiny The Plastic People of the Universe, v níž hrál na kytaru, později na klávesy a akordeon, kromě toho také zpívá a je jejím kapelníkem (od roku 1973).

## Život
Josef Janíček se narodil 28. prosince 1947 v Praze. Zájem o hudbu zdědil po své matce, která byla zpěvačkou, a od dětství chodil na hodiny klavíru a kytary. Svou první kapelu Swimmers, se kterou hrál převážně coververze písní Elvise Presleyho, založil ještě na základní škole. Později se vyučil automechanikem a v letech 1967 až 1969 působil jako kytarista v profesionální kapele The Primitives Group, která se soustředila především na hity západních skupin The Animals, The Doors, The Fugs, The Mothers of Invention a dalších. Kapela po emigraci několika členů ukončila činnost. Přestože si povolení vycestovat sjednal i Janíček, nakonec se rozhodl zůstat.
V roce 1969 nastoupil do skupiny The Plastic People of the Universe (PPU), kde hrál zprvu na kytaru, později na klávesy a občasně také zpíval. Později se rovněž stal jejím kapelníkem a zůstal s ní až do ukončení její činnosti koncem osmdesátých let. Bezprostředně poté založil s Milanem Hlavsou, frontmanem PPU, kapelu Půlnoc, s níž následujícího roku odehrál turné po USA. Půlnoc se rozpadla po vydání dvou alb v roce 1993 (v letech 2011 až 2022 občasně – již bez Hlavsy, ale nadále s Janíčkem – znovu vystupovala).
V roce 1992 se Janíček účastnil jednorázového reunionu PPU a počínaje rokem 1997, kdy byla skupina obnovena trvale, s ní opět vystupuje. V roce 2015 došlo v The Plastic People of the Universe ke sporům, které vedly z toho, že Janíček kapelu opustil; spolu s ním se rozhodli odejít i Eva Turnová, Jaroslav Kvasnička a Vratislav Brabenec. Janíček, Brabenec a Kvasnička pak začali vystupovat s novými spoluhráči pod původním názvem. Ve vystupování pod původním názvem pokračovali i zbývající členové původní sestavy Josef Karafiát a Jiří Kabeš, a obě uskupení se přou o to, kdo má právo používat název The Plastic People of the Universe.
Mimo jiné byl členem hudebního souboru Dún an Doras, který soustřeďoval svůj repertoár na tradiční irskou hudbu, v němž hrál na akustickou kytaru. Dále působil v projektu Bardoí. Nyní je také i členem uskupení se jménem Goblin, které hraje irskou hudbu v ryze tradičním podání. Zde hraje na kytaru, banjo a zpívá. Dále je členem skupiny Kadé Chim. Rovněž působil v revivalu kapely The Velvet Underground.

### Ostatní aktivity
Kromě muziky se také živil rozvozem jídla do mateřských školek, kde byl přezdíván Pan Voběd. Dále pracoval mj. jako údržbář, topič, řidič a zámečník; od roku 2011 je v důchodu.

### Soudní rehabilitace
Okresní soud Praha-západ v říjnu 2023 Josefa Janíčka rehabilitoval a rozhodl, že jeho vazební stíhání v roce 1976 bylo nezákonné. Josef Janíček byl obžalován společně se třinácti dalšími osobami po koncertu skupiny The Plastic People of the Universe v Bojanovicích. Mezi stíhanými osobami byli také čelenové skupiny Vratislav Brabenec, Milan Hlavsa, básník Ivan Martin Jirous nebo evangelický duchovní Svatopluk Karásek. Jejich zatčení bylo impulzem ke vzniku Charty 77.